# شالیسا ری
شالیسا ری (زاده ۶ مه ۱۹۹۹) یک دونده دو سرعت اهل جزایر کیمن است.

## زندگی
شالیسا ری در ۶ می ۱۹۹۹ متولد شد. او در دوی ۲۰۰ متر در مسابقات قهرمانی زیر ۲۳ سال ۲۰۱۹ چهارم شد و در دو ۴۰۰ متر در سال ۲۰۲۱ نیز بار دگر چهارم شد.
ری در المپیک تابستانی ۲۰۲۰ در دوی ۴۰۰ متر شرکت کرد و اولین ورزشکار کیمنی تبدیل شد که در این مسابقات در المپیک شرکت کرده‌است. او با بهترین زمان فردی خود یعنی ۵۱٫۶۱ ثانیه در این مسابقات هفتم شد و به نیمه نهایی راه پیدا نکرد.
او دانشجوی دانشگاه ایالتی کانزاس است.